# Kévin Rimane
Kévin Rimane (Caienna, 23 febbraio 1991) è un calciatore francese, difensore del Corte e della nazionale della Guyana francese.

## Biografia
È cugino dei fratelli Florent e Lesly Malouda, anche loro calciatori.

## Carriera

### Club

#### Boulogne
Cresciuto nelle giovanili del Paris Saint-Germain, nell'estate 2011 si trasferisce a titolo definitivo al Boulogne. Debutta in Ligue 2 il 5 agosto nel 3-3 casalingo contro l'Angers. Nella prima stagione in rossonero ottiene 29 presenze, ma non riesce ad evitare la retrocessione nello Championnat National. Rimane altre due annate in terza divisione, con 53 apparizioni e 2 gol.

#### Paris Saint-Germain e il prestito all'Istria
Nel luglio 2014 ritorna al Paris Saint-Germain.
Il 9 aprile 2016 esordisce in prima squadra nella vittoria per 2-0 sul campo del Guingamp. Nelle successive tre stagioni si laurea due volte campione di Francia con i parigini.
Il 4 agosto 2018 gioca titolare la finale di Supercoppa vinta 4-0 contro il Monaco. L'8 febbraio 2019 è annunciato il passaggio in prestito ai croati dell'Istria 1961.

#### Hermannstadt
Il 21 agosto 2019 il Paris Saint-Germain annuncia il suo passaggio a titolo definitivo all'Hermannstadt, club della massima divisione romena.

### Nazionale
Dal 2014 fa parte della Guyana francese, territorio in cui è nato. Ha esordito nell'amichevole del 28 maggio 2014 persa per 1-0 in trasferta contro il Suriname. Ha partecipato alla Coppa dei Caraibi 2014, venendo eliminato dopo la fase a gironi. Segna la prima rete il 19 giugno 2016, realizzando l'1-0 al 63' nel 3-0 casalingo su Bermuda a Remire-Montjoly nelle qualificazioni alla Gold Cup 2017.

## Statistiche

### Presenze nei club
Statistiche aggiornate al 15 dicembre 2024.
| Stagione        | Squadra             | Campionato      | Campionato | Campionato | Coppe nazionali | Coppe nazionali | Coppe nazionali | Coppe continentali | Coppe continentali | Coppe continentali | Altre coppe | Altre coppe | Altre coppe | Totale | Totale | Totale |
| Stagione        | Squadra             | Comp            | Pres       | Reti       | Comp            | Pres            | Reti            | Comp               | Pres               | Reti               | Comp        | Pres        | Reti        | Pres   | Reti   |        |
| --------------- | ------------------- | --------------- | ---------- | ---------- | --------------- | --------------- | --------------- | ------------------ | ------------------ | ------------------ | ----------- | ----------- | ----------- | ------ | ------ | ------ |
| 2011-2012       | Boulogne            | L2              | 28         | 0          | CF+CdL          | 1+1             | 0               | -                  | -                  | -                  | -           | -           | -           | 30     | 0      |        |
| 2012-2013       | Boulogne            | CN              | 26         | 0          | CF+CdL          | 1               | 0               | -                  | -                  | -                  | -           | -           | -           | 27     | 0      |        |
| 2013-2014       | Boulogne            | CN              | 23         | 2          | CF+CdL          | 4+1             | 1+0             | -                  | -                  | -                  | -           | -           | -           | 28     | 3      |        |
| Totale Boulogne | Totale Boulogne     | Totale Boulogne | 77         | 2          |                 | 8               | 1               |                    | -                  | -                  |             | -           | -           | 85     | 0      |        |
| 2015-2016       | Paris Saint-Germain | L1              | 1          | 0          | CF+CdL          | 0               | 0               | UCL                | 0                  | 0                  | SF          | 0           | 0           | 1      | 0      |        |
| 2016-2017       | Paris Saint-Germain | L1              | 0          | 0          | CF+CdL          | 0               | 0               | UCL                | 0                  | 0                  | SF          | 0           | 0           | 0      | 0      |        |
| 2017-2018       | Paris Saint-Germain | L1              | 1          | 0          | CF+CdL          | 0               | 0               | UCL                | 0                  | 0                  | SF          | 0           | 0           | 1      | 0      |        |
| 2018-gen. 2019  | Paris Saint-Germain | L1              | 1          | 0          | CF+CdL          | 1+0             | 0               | UCL                | 0                  | 0                  | SF          | 1           | 0           | 3      | 0      |        |
| Totale PSG      | Totale PSG          | Totale PSG      | 3          | 0          |                 | 1               | 0               |                    | -                  | -                  |             | 1           | 0           | 5      | 0      |        |
| gen.-giu. 2019  | Istria 1961         | 1.HNL           | 9          | 0          | -               | -               | -               | -                  | -                  | -                  | -           | -           | -           | 9      | 0      |        |
| 2019-2020       | Hermannstadt        | L1              | 12+7       | 0          | CR              | 2               | 0               | -                  | -                  | -                  | -           | -           | -           | 21     | 0      |        |
| dic. 2021-2022  | Bastia-Borgo        | CN              | 18         | 0          | CF              | -               | -               | -                  | -                  | -                  | -           | -           | -           | 18     | 0      |        |
| 2022-2023       | SO Cholet           | CN              | 16         | 0          | CF              | 2               | 0               | -                  | -                  | -                  | -           | -           | -           | 18     | 0      |        |
| 2023-2024       | FC Borgo            | N2              | 19         | 0          | CF              | 1               | 0               | -                  | -                  | -                  | -           | -           | -           | 20     | 0      |        |
| 2024-2025       | Corte               | N3              | 11         | 0          | CF              | 3               | 0               | -                  | -                  | -                  | -           | -           | -           | 14     | 0      |        |
| Totale carriera | Totale carriera     | Totale carriera | 172        | 2          |                 | 17              | 1               |                    | -                  | -                  |             | 1           | 0           | 190    | 3      |        |

### Cronologia presenze e reti in Nazionale
| Cronologia completa delle presenze e delle reti in nazionale ― Guyana francese | Cronologia completa delle presenze e delle reti in nazionale ― Guyana francese | Cronologia completa delle presenze e delle reti in nazionale ― Guyana francese | Cronologia completa delle presenze e delle reti in nazionale ― Guyana francese | Cronologia completa delle presenze e delle reti in nazionale ― Guyana francese | Cronologia completa delle presenze e delle reti in nazionale ― Guyana francese | Cronologia completa delle presenze e delle reti in nazionale ― Guyana francese | Cronologia completa delle presenze e delle reti in nazionale ― Guyana francese |
| Data                                                                           | Città                                                                          | In casa                                                                        | Risultato                                                                      | Ospiti                                                                         | Competizione                                                                   | Reti                                                                           | Note                                                                           |
| ------------------------------------------------------------------------------ | ------------------------------------------------------------------------------ | ------------------------------------------------------------------------------ | ------------------------------------------------------------------------------ | ------------------------------------------------------------------------------ | ------------------------------------------------------------------------------ | ------------------------------------------------------------------------------ | ------------------------------------------------------------------------------ |
| 27-5-2014                                                                      | Paramaribo                                                                     | Suriname                                                                       | 1 – 0                                                                          | Guyana francese                                                                | Amichevole                                                                     | -                                                                              |                                                                                |
| 1-6-2014                                                                       | Oranjestad                                                                     | Guyana francese                                                                | 6 – 0                                                                          | Isole Vergini Britanniche                                                      | QCoppa Caraibi                                                                 | -                                                                              |                                                                                |
| 2-6-2014                                                                       | Oranjestad                                                                     | Turks e Caicos                                                                 | 0 – 6                                                                          | Guyana francese                                                                | QCoppa Caraibi                                                                 | -                                                                              |                                                                                |
| 4-6-2014                                                                       | Oranjestad                                                                     | Aruba                                                                          | 0 – 2                                                                          | Guyana francese                                                                | QCoppa Caraibi                                                                 | -                                                                              |                                                                                |
| 3-9-2014                                                                       | Bayamón                                                                        | Grenada                                                                        | 1 – 1                                                                          | Guyana francese                                                                | QCoppa Caraibi                                                                 | -                                                                              |                                                                                |
| 5-9-2014                                                                       | Bayamón                                                                        | Porto Rico                                                                     | 1 – 2                                                                          | Guyana francese                                                                | QCoppa Caraibi                                                                 | -                                                                              | 46’                                                                            |
| 7-9-2014                                                                       | Bayamón                                                                        | Guyana francese                                                                | 0 – 0                                                                          | Curaçao                                                                        | QCoppa Caraibi                                                                 | -                                                                              |                                                                                |
| 12-11-2014                                                                     | Montego Bay                                                                    | Cuba                                                                           | 1 – 1                                                                          | Guyana francese                                                                | Coppa Caraibi                                                                  | -                                                                              |                                                                                |
| 13-11-2014                                                                     | Montego Bay                                                                    | Trinidad e Tobago                                                              | 4 – 2                                                                          | Guyana francese                                                                | Coppa Caraibi                                                                  | -                                                                              |                                                                                |
| 15-11-2014                                                                     | Montego Bay                                                                    | Guyana francese                                                                | 1 – 4                                                                          | Curaçao                                                                        | Coppa Caraibi                                                                  | -                                                                              |                                                                                |
| 27-3-2016                                                                      | Hamilton                                                                       | Bermuda                                                                        | 2 – 1                                                                          | Guyana francese                                                                | QCoppa Caraibi                                                                 | -                                                                              | 32’- 46’                                                                       |
| 7-6-2016                                                                       | San Cristóbal                                                                  | Rep. Dominicana                                                                | 2 – 1                                                                          | Guyana francese                                                                | QCoppa Caraibi                                                                 | -                                                                              | 26’                                                                            |
| 19-6-2016                                                                      | Remire-Montjoly                                                                | Guyana francese                                                                | 3 – 0                                                                          | Bermuda                                                                        | QCoppa Caraibi                                                                 | 1                                                                              |                                                                                |
| 9-11-2016                                                                      | Port-au-Prince                                                                 | Haiti                                                                          | 2 – 5                                                                          | Guyana francese                                                                | QCoppa Caraibi                                                                 | -                                                                              |                                                                                |
| Totale                                                                         |                                                                                | Presenze                                                                       | 14                                                                             |                                                                                | Reti                                                                           | 1                                                                              |                                                                                |

## Palmarès

### Club
- Campionato francese: 2

Paris Saint-Germain: 2015-2016, 2017-2018
- Supercoppa francese: 1

Paris Saint-Germain: 2018